# Beaverton pályaudvar
A Beaverton pályaudvar átszállópont az Oregon állambeli Beavertonban. Az állomásról autóbuszok, a Metropolitan Area Express gyorsvillamos kék- és piros vonalai, valamint a Westside Express Service helyiérdekű vasútvonal járatai indulnak; utóbbi kettőnek egyben nyugati-, illetve északi végállomása. A helyről gyalogosan megközelíthetővé tettek egy közeli bevásárlóközpontot.

## Történet
A város első pályaudvara 1979 júniusában nyílt meg a jelenlegi pozíciótól 340 méterre délre. Az állomáson az akkori járatok között gyors átszállást biztosítottak.
A jelenlegi létesítmény 1988. szeptember 4-én nyílt meg. A pályaudvar csak buszokat indít, a HÉV-állomás és a villamosmegálló külön helyezkednek el. A Metropolitan Area Express gyorsvillamos helyi megállóját 1994-ben kezdték építeni, és 1998. szeptember 12-étől lehetett használni a vonal többi részével együtt. Eredetileg csak egy járat állt meg itt, a Westside Line (Nyugati vonal, Hillsboro, Portland, belváros útvonalon; innen az Eastside (keleti) vonalra átszerelve Gresham felé közlekedett). A járatot 2001-ben kék vonalra nevezték át, 2003-tól pedig a piros vonal nyugati végállomása.
2009. február 2-án indult el a HÉV Wilsonville irányába, amelynek Beaverton az északi végállomása.

## Kialakítása
| Kiss and ride                                       |                     |
| Oldalperon, az ajtók jobb oldalon nyílnak           |                     |
| Nyugat felé                                         | ← Beaverton Central |
| Kelet felé                                          | Sunset pályaudvar → |
| Szigetperon, az ajtók jobb vagy bal oldalon nyílnak |                     |
| Kelet felé                                          | Cleveland Avenue →  |
| Oldalperon, az ajtók jobb oldalon nyílnak           |                     |
| Buszmegállók                                        |                     |
| Oldalperon, az ajtók jobb oldalon nyílnak           |                     |
| Dél felé                                            | ← Hall/Nimbus       |

## Autóbuszok

### TriMet
A TriMet által üzemeltetett vonalak:
- 20 – Burnside/Stark (►Gresham Central Transit Center)
- 52 – Farmington/185th Ave (►Springville Road)
- 53 – Arctic/Allen (►Southwest 15th Avenue)
- 54 – Beaverton/Hillsdale Hwy (►Broadway)
- 57 – TV Hwy/Forest Grove (►Pacific 19th)
- 58 – Canyon Road (►Goose Hollow/Southwest Jefferson Street)
- 61 – Marquam Hill/Beaverton (►Sam Jackson Park Road)
- 76 - Beaverton/Tualatin (►Legacy Meridian Park Hospital)
- 78 - Beaverton/Lake Oswego (►Lake Oswego Transit Center)
- 88 - Hart/198th Ave (►Edgeway Drive)

### Más szolgáltatók
A South Metro Area Regional Transit (SMART), Wilsonville helyi szolgáltatója 2013. augusztus 5-én indította el 8X viszonylatú expresszjáratát, amely irányonként naponta egyszer közlekedik a két város között; célja, hogy a HÉV által ki nem szolgált időszakokban is igénybe vehető legyen a tömegközlekedés a két település között. A társaság Wilsonville-ben saját állomást hozott létre a HÉV-végállomás mellett.
| Előző állomás                                             |  | Westside Express Service  |  | Következő állomás                                           |
| --------------------------------------------------------- |  | ------------------------- |  | ----------------------------------------------------------- |
| Hall/Nimbus megállóhelytovább Wilsonville pályaudvar felé |  | Westside Express Service  |  | végállomás                                                  |
| Előző állomás                                             |  | Metropolitan Area Express |  | Következő állomás                                           |
| Beaverton Centraltovább Hatfield Government Center felé   |  | Kék vonal                 |  | Sunset pályaudvartovább Cleveland Avenue felé               |
| végállomás                                                |  | Piros vonal               |  | Sunset pályaudvartovább Portland International Airport felé |

## Fordítás
- Ez a szócikk részben vagy egészben  a   Beaverton Transit Center című angol Wikipédia-szócikk ezen változatának fordításán alapul.  Az eredeti cikk szerkesztőit annak laptörténete sorolja fel. Ez a jelzés csupán a megfogalmazás eredetét és a szerzői jogokat jelzi, nem szolgál a cikkben szereplő információk forrásmegjelöléseként.